# شهرستان راویانگ
شهرستان راویانگ (به لاتین: Raoyang County) یک شهرستان‌های جمهوری خلق چین در چین است که در هنگشوی واقع شده‌است.
 شهرستان راویانگ ۵۷۳ کیلومتر مربع مساحت و ۲۹۰٬۰۰۰ نفر جمعیت دارد و ۲۲ متر بالاتر از سطح دریا واقع شده‌است.